# 6001 Thales
6001 Thales (1988 CP2) là một tiểu hành tinh vành đai chính được phát hiện ngày 11 tháng 2 năm 1988 bởi E. W. Elst ở La Silla.